# San Jose (Saipan)
San Jose – miejscowość w Marianach Północnych (terytorium stowarzyszone ze Stanami Zjednoczonymi), na wyspie Saipan. Według danych szacunkowych na rok 2009 liczy 992 mieszkańców. Ośrodek turystyczny; piętnaste co do wielkości miasto kraju.